# Минуле повернути...
«Минуле повернути...» (рос. «Прошедшее вернуть...») — радянський п'ятисерійний телефільм-історична драма 1988 року, знятий режисерами Валерієм Харченком і Валентином Паращуком на Творчому об'єднанні «Екран».

## Сюжет
Історія кохання двох людей, чия молодість припала на бурхливі роки початку століття, коли Європа та Росія буквально «набухали» революцією. Інтелігенція насамперед увібрала ідеї волелюбності, і перша ж постраждала від них. Але поки що все овіяне романтикою і всі почуття загострені. У Берліні професійний революціонер Гончаров знайомиться із примадонною оперного театру Кларою. Їй поклоняється вся музична Європа і навіть Карузо. Але вона вибирає молодого співвітчизника, чия доля дуже туманна.

## У ролях
- Клара Бєлова — Клара Скамбричіо, примадонна, оперна співачка
- Олександр Франскевич-Лайє — Сергій Гончаров, професійний революціонер
- Віра Єршова — Хеллі, вона ж Клара Скамбричіо в старості, яка втратила пам'ять
- Інтс Буранс — Олександр Сергійович Гончаров, син Сергія Гончарова та Клари Скамбричіо
- Валерій Івченко — майор фон Шварцберг, начальник німецького табору для інтернованих росіян
- Рута Сталілюнайте — Роза Люксембург
- Михайло Кублінскіс — Карл Лібкнехт
- Карл-Марія Штеффенс — Крейснер, лікар будинку для людей похилого віку в Німеччині
- Григорій Кононенко — Анатольєв, жандармський слідчий
- Анатолій Пустохін — батько Сергія Гончарова, царський прокурор
- Володимир Литвинов — Спіридон Мещеряков, професійний революціонер
- Рудольф Гевондян — Енріко Карузо, великий італійський оперний співак
- Павло Матусевич — Сергій Гончаров в молодості
- Світлана Пархомчик — Соня, дружина Карла Лібкнехта
- Юрій Саг'янц — Іван Трофімов, революціонер
- Сергій Ражук — «Люпус» (Дзиґа), арештант-донощик
- Сакалас Уждавініс — Левон Бабікян, революціонер
- Дмитро Писаренко — Аполлон Сергійович Воронов, російський військовополонений, поручик
- Елле Кулль — революціонерка
- Богдан Козак — Йоган Бітнер, представник Червоного хреста у Німеччині
- Тину Луме — німецький капітан
- Ігор Стариков — Гюнтер, вбивця-маніяк, ув'язнений Моабіт
- Алдона Йодкайте — фрау Кройцигер, господарка квартири
- Валентина Ковель — покоївка Клари Скамбричіо
- Валерій Єрьомічев — Пауль Шмітт, імпресаріо Клари Скамбрічіо
- Олег Коритін — Іван Голод, революціонер
- Олег Драч — грабіжник / Мишкін-російський військовополонений
- К. Грабовський — епізод
- Спартак Мішулін — начальник поліції Німеччини
- Вілфрід Пухер — агент таємної поліції Німеччини
- Андіс Квепс — Альберт, охоронець німецького табору для інтернованих росіян із соціал-демократів
- Анатолій Гузенко — ад'ютант начальника поліції Німеччини
- Сергій Кудімов — Дмитро Данилов, сухотний арештант
- Айварс Сіліньш — німецький жандарм
- Віктор Щербаков — німецький соціал-демократ
- Борис Мірус — Вільгельм II, німецький імператор та король Пруссії
- Юрій Вервейко — епізод
- Г. Ярізов — епізод
- Едмундас Мікульскіс — Герберт, німецький соціал-демократ
- Олександр Кузьмичов — охоронець німецького табору для інтернованих росіян
- Артем Харченко — Роберт, син Карла Лібкнехта
- Сергій Зіадітдінов — Вільгельм, син Карла Лібкнехта
- Каріна Квепа — Віра, дочка Карла Лібкнехта
- Віктор Лексиков — арештант із табору для інтернованих росіян
- Мієрвалдіс Озоліньш — пастор
- Леонід Кисловський — епізод
- Юозас Рігертас — член таємної націоналістичної терористичної організації «Консул»
- Юрій Сатаров — епізод
- Вітаутас Григоліс — лікар
- Інара Слуцька — революціонерка
- Анатолій Кравчук — епізод
- Ромуалдс Анцанс — німецький революціонер
- Леонідс Грабовскіс — епізод
- Альфред Шаргородський — гер Штаглер, директор театру
- А. Іванов — епізод
- Б. Биков — епізод
- Каспарс Пуце — німецький солдат
- Іварс Пуга — Фогель, німецький лейтенант
- Світлана Литвинцева — наглядачка
- Віктор Плют — німецький майор
- Олександр Пономарьов — Франческо, революціонер
- Володимир Землянський — епізод
- Ю. Домбровський — епізод
- Егідіюс Паулаускас — Пауль, член таємної націоналістичної терористичної організації «Консул»
- В. Язерскас — епізод
- Валерій Долженков — Курочкін, російський військовополонений
- Олександр Лук'янов — російський військовополонений
- Юрій Прохоров — Коноплін, російський військовополонений
- Борис Немирович-Данченко — епізод
- А. Міхєєв — епізод
- Валентин Шестопалов — Авдюшкін, російський військовополонений
- Юріс Стренга — пан у театрі
- Олександр Коняшин — російський військовополонений
- Петро Кононихін — російський військовополонений
- В'ячеслав Дубінін — грабіжник
- Олександр Александровський — епізод
- Вінцас Кімантас — епізод
- Антанас Курклетіс — член таємної націоналістичної терористичної організації «Консул»

## Знімальна група
- Режисери-постановники — Валерій Харченко, Валентин Паращук
- Сценаристи — Іван Менджерицький, Зиновій Шейніс
- Оператор-постановник — Геннадій Карюк
- Композитори — Роман Леденьов, Андрій Леденьов
- Художник-постановник — Олександра Конардова